# Pelophryne linanitensis
Espèce
Statut de conservation UICN

 CR B1ab(iii) : 
En danger critique
Pelophryne linanitensis est une espèce d'amphibiens de la famille des Bufonidae.

## Répartition
Cette espèce est endémique de l'État du Sarawak en Malaisie orientale dans le Nord-Ouest de Bornéo. Elle se rencontre au sommet du Batu Linanit sur le mont Murud, à environ 2 250 m d'altitude. Son aire de répartition est inférieure à 1 km2.

## Description
Pelophryne linanitensis mesure environ 18 mm. Son dos est brun gris et ses flancs crème. Sa face ventrale est chamois teinté de sépia.

## Étymologie
Son nom d'espèce, composé de linanit et du suffixe latin -ensis, « qui vit dans, qui habite », lui a été donné en référence au lieu de sa découverte, le Batu Linanit.

## Publication originale
- Das, 2008 :  Two new species of Pelophryne (Anura: Bufonidae) from Gunung Murud, Sarawak (Northwestern Borneo). Raffles Bulletin of Zoology, vol. 56, no 2, p. 435-443 (texte intégral).